# Прозодија
Прозодија (грч. προσῳδία — песма певана уз музику; тон или акценат слога) лингвистичка је дисциплина која се бави проучавањем супрасегментних јединица говора, то јест оним елементима говора који су већи од вокала и консонаната. Дели се на интонацију, која изучава прозодију на нивоу синтагме и реченице, и акцентуацију која се бави слоговима и речима.
У језицима у којима је акценатски систем сложен, као што је српски језик, акцентуација се издваја у посебну научну дисциплину — акцентологију. Она се бави изучавањем акценатског система у савременом српском језику док је изучавање развоја акцената кроз историју посао дијахроније, а проучавањем акценатских система који нису у основици књижевног језика бави се дијалектологија.